# ボイシーステート・ブロンコス
- ボイジーステート・ブロンコス

ボイシーステート・ブロンコス（英: Boise State Broncos）は、アメリカ合衆国のボイシ州立大学のスポーツ競技チーム。NCAAディビジョンI所属。

## 競技チーム
| 男子スポーツ                            | 女子スポーツ       |
| --------------------------------------- | ------------------ |
| バスケットボール                        | バスケットボール   |
| クロスカントリー                        | ビーチバレーボール |
| フットボール                            | クロスカントリー   |
| ゴルフ                                  | ゴルフ             |
| テニス                                  | 体操               |
| 陸上†                                   | サッカー           |
|                                         | ソフトボール       |
|                                         | テニス             |
|                                         | 陸上†              |
|                                         | バレーボール       |
| †屋外競技チームと室内競技チームがある。 |                    |